# Casa al carrer Nadal Meroles, 9 (Lleida)
Casa al carrer Nadal Meroles, 9 és una casa de Lleida inclosa a l'Inventari del Patrimoni Arquitectònic de Catalunya.

## Descripció
Casa de pisos entre mitgeres, de planta baixa i sis pisos, de façana senzilla, fugint de pretensions compositives. Composta per finestres quadrades, que remarquen els plens estructurals. Vidre, formigó vist i rajola a la planta baixa. Arrebossat a la resta i coberta d'uralita.

## Història
Aquesta casa reflecteix el problema de les construccions modernes: la promoció obligà l'arquitecte a portar la façana, que estava concebuda com un parament endinsat, a un metre cap a fora.